# Thriller tecnologico
Il thriller tecnologico (in inglese techno-thriller) è un genere narrativo risultato della contaminazione di thriller, fantascienza e spionaggio (spesso militare). Nel thriller tecnologico l'avventura dei protagonisti si mescola ad attente spiegazioni scientifiche, a cui viene dato molto spazio e che servono alla trama per sviluppare l'azione in corso, in un livello di dettaglio paragonabile solo a quello della fantascienza. Il thriller tecnologico, tuttavia, è di norma ambientato nel presente (o al massimo in un futuro estremamente prossimo) e la tecnologia che descrive non è immaginaria, quanto piuttosto il frutto di uno sviluppo potenziale - spesso drammatico, a volte apocalittico - di una tecnologia già esistente. Si tratta tipicamente di tecnologia bellica, come armi biologiche.
Dal momento che il meccanismo narrativo è fornito da una scoperta scientifica o da una tecnologia innovativa descritta in termini precisi, il genere tende a sfumare nella fantascienza hard. Il termine "techno-thriller" è piuttosto da considerarsi una definizione commerciale per opere che sono rivolte a una platea più ampia di lettori rispetto a quella fantascientifica.
I padri del genere sono molti, ma tra essi va ricordato Craig Thomas, che nel 1977 scrisse Firefox, considerato il precursore del moderno techno-thriller militare. Prima di esso ci fu Andromeda di Michael Crichton, del 1969, un romanzo in cui la spiegazione scientifica costituiva l'ossatura dell'intera storia, rendendo impossibile il racconto senza di essa. Di tutti i techno-thriller, Andromeda è universalmente riconosciuta la priorità temporale.

## Caratteristiche
La prima caratteristica è l'essere un sottogenere derivato del thriller, pertanto l'intento è primariamente quello suscitare nel pubblico dei lettori la suspense e la tensione, in funzione di quanto ci si aspetta possa succedere da un momento all'altro ai personaggi e, a fortiori all'eroe protagonista. Il techno-thriller utilizza dunque colpi di scena e molteplici narrazioni parallele che contornano la trama principale.
Ma è il forte accenno alla tecnologia a caratterizzare questo sottogenere: le azioni e il susseguirsi di colpi di scena si intervallano a spiegazioni molto accurate di tipo scientifico in diversi campi, dall'astronomia alla biotecnologia, alla medicina (Michael Crichton). Nei paesi anglosassoni l'ambientazione concede molta attenzione ai temi politici e alle teorie del complotto, sconfinando nella fantapolitica quando va a descrivere scenari politici inediti o ipotetici. Un tipico schema è quello di un attentato al presidente degli Stati Uniti perpetrato e/o sventato mediante l'utilizzo di strumenti tecnologicamente avanzati.

## Autori e romanzi significativi
- Raymond Benson
  - Metal Gear Solid
  - Metal Gear Solid 2: Sons of Liberty
- Dan Brown
  - La verità del ghiaccio
  - Crypto
- Tom Clancy
  - La grande fuga dell'Ottobre Rosso
  - Uragano rosso
  - Il cardinale del Cremlino
  - Pericolo imminente
  - Quota periscopio
  - Rainbow Six
  - La mossa del Drago
  - Endwar
- Michael Crichton
  - Andromeda
  - Jurassic Park
  - Il mondo perduto
  - Punto critico
  - Timeline
  - Preda
  - Stato di paura
  - Next
  - Micro
- Jeffery Deaver
  - Profondo Blu
- Ken Follett
  - Nel bianco
- Matthew Reilly
  - Ice Station
  - Area 7
  - Bersaglio acquisito
- Patrick Robinson
  - Classe Nimitz
  - Classe Kilo
  - Barracuda 945
  - Scimitar SL-2
- James Rollins
  - Artico
  - Amazzonia
  - La città sepolta
  - La mappa di pietra
  - L'ordine del sole nero
  - Il marchio di Giuda
  - L'ultimo oracolo
- Frank Schätzing
  - Il quinto giorno
  - Limit